# Masyw Escreins
Masyw Escreins (fr. Massif d'Escreins) – masyw alpejski, obejmujący Francję i Włochy, położony na działach Alp Wysokich i Alp Górnej Prowansji, a także w regionie Piemont. Mieści się tam Regionalny Park Przyrody, w regionie Queyras.

## Położenie
Masyw Escreins znajduje się na północy, pomiędzy dolinami Queyras i na południu, gdzie położona jest dolina Ubaye. Jest otoczony przez Embrun, Guillestre, Saint-Véran i Barcelonnette.
Na północy znajduje się masyw Queyras, od wschodu Alpy Kotyjskie, od południowego wschodu masyw Chambeyron i od południowego zachodu masyw Parpaillon.

## Geologia
Masyw Escreins składa się ze skał osadowych, głównie fliszów.